# Rubiel Quintana
Rubiel Quintana (Cali, Valle del Cauca, Colombia; 26 de junio de 1978) es un exfutbolista colombiano. Jugaba como delantero y su último equipo fue el Cortuluá.

## Clubes
| Club                    | País      | Año         |
| ----------------------- | --------- | ----------- |
| Cortuluá                | Colombia  | 1999        |
| América de Cali         | Colombia  | 2000        |
| Deportivo Cali          | Colombia  | 2001        |
| Belgrano                | Argentina | 2001 - 2002 |
| Millonarios             | Colombia  | 2002        |
| Centauros Villavicencio | Colombia  | 2003        |
| Rizespor                | Turquía   | 2003        |
| Cortuluá                | Colombia  | 2004        |
| Atlético Huila          | Colombia  | 2004        |
| Envigado F. C.          | Colombia  | 2005        |
| Unión Magdalena         | Colombia  | 2005        |
| Monagas                 | Venezuela | 2006        |
| Boyacá Chicó            | Colombia  | 2007        |
| Deportivo Pereira       | Colombia  | 2008 - 2009 |
| Cortuluá                | Colombia  | 2010        |

## Palmarés

### Campeonatos nacionales
| Título                | Club            | País     | Año  |
| --------------------- | --------------- | -------- | ---- |
| Campeonato colombiano | América de Cali | Colombia | 2000 |